# Son of Dork
Son of Dork was een Engelse band. De band werd bij elkaar gebracht door James Bourne in 2005 nadat de vrij succesvolle band Busted uit elkaar ging. Ze namen meteen ook een album op genaamd Welcome To Loserville, die 21 november 2005 is uitgekomen. In 2008 ging de band uit elkaar.

## Bandleden
- James Bourne - Gitaar/Leadzang
- Steve Rushton - Bass/Zang
- Danny Hall - Drums

## ex-bandleden
- Chris Leonard - Gitaar
- David Williams - Gitaar

## Albums

### Welcome to loserville (21 november 2005)
1. Ticket Outta Loserville
2. Eddie's Song
3. Little Things
4. Party's Over
5. Boy Band
6. Sick
7. Slacker
8. Holly I'm The One
9. Wear me Down
10. Murdered In The Mosh

### Lights out
1. Next
2. Colgate Smile
3. Go Home Monday
4. Open Your Eyes
5. What Happened To Your Band
6. Breaking News
7. Hitch Hiker Song
8. You're Lovely
9. Promises
10. Birthday Card
11. I'm A Loser With No Life
12. Johnny B Good
13. Lights Out